# Cushmanulla
Cushmanulla, en ocasiones erróneamente denominado Cushmanula, es un género de foraminífero bentónico considerado un sinónimo posterior de Burseolina
de la subfamilia Ehrenbergininae, de la familia Cassidulinidae, de la superfamilia Cassidulinoidea, del suborden Buliminina y del orden Buliminida. Su especie tipo era Cassidulina pacifica. Su rango cronoestratigráfico abarca desde el Mioceno hasta la Actualidad.

## Discusión
Clasificaciones previas incluían Cushmanulla en el suborden Rotaliina del orden Rotaliida.

## Clasificación
Cushmanulla incluía a la siguiente especie:
- Cushmanulla pacifica